# ベン・カーティス
ベン・カーティス（Ben Curtis, 1977年5月26日 - ）は、アメリカ・オハイオ州コロンバス出身のプロゴルファー。2003年の全英オープンゴルフ優勝者である。2008年の全米プロゴルフ選手権で2位タイに入った。これまでにPGAツアーで通算3勝を挙げている。身長180cm、体重79kg。
カーティスの家庭は、祖父が自宅から40mも離れていない場所にゴルフ場を建設し、父親がその管理者を務めていた。ゴルフをするには申し分ない環境の中で、3歳からプレーを始めたが、本人の話によれば「高校生になるまでは、真剣に練習しなかった」という。アマチュア選手時代は、1999年と2000年に「オハイオ・アマチュア選手権」で2年連続優勝があった。2000年にプロ入りした後、最初の2年間は「ネーションワイド・ツアー」を回り、2002年度末の「クオリファイイング・スクール」（通称 Q-School, シード権獲得のための資格試験）に合格して、2003年からPGAツアーのメンバーになる。
2003年の全英オープンゴルフは、カーティスが初めて参加したゴルフメジャー大会だった。会場は「ロイヤル・セントジョージズ・ゴルフクラブ」（パー設定71）で行われ、彼は4日間通算 1 アンダーパー（-1, 72＋72＋70＋69＝283ストローク）で回り、前の組でプレーを終了した。ところが、途中までトップに立っていた最終組のトーマス・ビヨン（デンマーク）が、最終ラウンドの16番ホールでダブルボギーをたたき、残り3ホールで3打スコアを落としてしまう。ビヨンはイーブンパー（284ストローク）で終了したため、先にホールアウトしていたカーティスの優勝が決まった。ゴルフメジャー大会「初出場・初優勝」は、1913年の全米オープンゴルフ優勝者フランシス・ウィメット（1893年 - 1967年）以来90年ぶりの快挙として注目を集めた。全英オープン終了後、カーティスの世界ランキングは「396位」から一気に「35位」まで上がった。
2004年と2005年の2年間、カーティスはPGAツアーでの予選通過率が悪かった（2004年：出場20大会中、11試合で予選落ち → 2005年、24大会中16試合）。全英優勝から3年後の2006年、カーティスはようやく次の勝利へ進み、6月下旬の「ブーズアレン・クラシック」と9月中旬の「84ランバー・クラシック」で優勝した。自身初めての年間2勝により、彼は2006年度の賞金ランキング30位に入る。これにより、年間賞金ランキング30位以内の選手だけに出場資格が与えられる最終戦「PGAツアー選手権」にも初出場し、21位でこの大会を終了した。
2008年の全米プロゴルフ選手権で、ベン・カーティスは5年ぶりにメジャー大会の優勝争いに加わり、セルヒオ・ガルシア（スペイン）と並んで2位タイに入った。彼のスコアは 1 アンダーパー（-1, 73＋67＋68＋71＝279ストローク）で、優勝したパドレイグ・ハリントン（アイルランド）に2打及ばなかった。9月の団体戦ライダーカップで、カーティスは初めてアメリカ代表選手に選出され、米国チームの勝利に貢献した。

## プロ優勝歴

### PGAツアー (4)
| メジャー大会 (1) |
| その他 (3)       |

| # | 日付          | トーナメント名         | スコア          | パー | 打差  | 次点者                                                                                      |
| - | ------------- | ---------------------- | --------------- | ---- | ----- | ------------------------------------------------------------------------------------------- |
| 1 | 2003年7月     | 全英オープン           | 72-72-70-69=283 | -1   | 1打差 | トーマス・ビヨン、 ビジェイ・シン                                                           |
| 2 | 2006年6月27日 | ブーズアレンクラシック | 62-65-67-70=264 | −20  | 5打差 | ビリー・アンドラーデ、 パドレイグ・ハリントン、 ニック・オハーン、 スティーブ・ストリッカー |
| 3 | 2006年9月17日 | 84ランバークラシック   | 66-69-69-70=274 | −14  | 2打差 | チャールズ・ハウエル3世                                                                     |
| 4 | 2012年4月22日 | テキサス・オープン     | 67-67-73-72=279 | −9   | 2打差 | マット・エブリー、 ジョン・ハー                                                             |